# Хустянка
Хустя́нка — село в Україні, в Роменському районі Сумської області. Населення становить 735 осіб. Входить до складу Хмелівської сільської громади. До 2020 року орган місцевого самоврядування — Хустянська сільська рада.
Після ліквідації Буринського району 19 липня 2020 року село увійшло до Роменського району.

## Географія
Село Хустянка розташоване неподалік від витоків річок Ромен та Терн. На відстані 1 км розташовані села Ярове та Маліїв (Малієв, село ліквідоване у 1988 р.)
По селу течуть струмки, що пересихають із загатами.
Поруч пролягає автомобільний шлях Т 1916.

## Історія
- Поблизу села віднайдені поселення часів неоліту та бронзи.
- Село Хустянка відоме з першої половини XVIII ст.
- Село постраждало внаслідок геноциду українського народу, проведеного урядом СРСР 1932—1933 та 1946–1947 роках, встановлено смерті 107 людей[2].
- 12 червня 2020 року, відповідно до розпорядження Кабінету Міністрів України № 723-р «Про визначення адміністративних центрів та затвердження територій територіальних громад Сумської області», село увійшло до складу Хмелівської сільської громади[3].
- 19 липня 2020 року, в результаті адміністративно-територіальної реформи та ліквідації Роменського району(1930-2020), громада увійшла до складу новоутвореного Роменського району[1].

## Економіка
- Молочно-товарна та вівце-товарна ферми.
- ТОВ «Хустянське».
- Хустянське сільське споживче товариство.
- КСП «Хустянка».

## Соціальна сфера
- Дитячий садок.
- Школа.

## Відомі люди
- Малій Анатолій Миколайович — український військовик, учасник російсько-української війни[4][5][6]
- Романенко Петро Логвинович — генерал-лейтенант. Герой Радянського Союзу.